# Stieglitzens Hof
Stieglitzens Hof war ein Gebäudekomplex in Leipzig, der sich vom Markt bis zur Klostergasse erstreckte und bis zu seiner Zerstörung im Zweiten Weltkrieg über 200 Jahre bestand.

## Geschichte
1615/1616 hatte der Leipziger Handelsherr und Baumeister Johann Rothaupt auf der westlichen Seite des Marktes zwei ältere Bürgerhöfe zusammengebracht und Rothaupts Hof neu errichtet. Dieses Anwesen übernahm der Ratsherr, Stadtbaumeister und spätere Bürgermeister Christian Ludwig Stieglitz und vereinte es mit dem dahinter an der Klostergasse liegenden Grundstück zu einem Durchgangshof (später Markt 13/Klostergasse 6), der nun den Namen Stieglitzens Hof führte. 1733 ließ er das dem Markt zugewandte fünfstöckige Vorderhaus mit 13 Fensterachsen und einer Fassade im Stile der späten Renaissance aufführen, die sich bis Ende des 19. Jahrhunderts hielt. Das galt auch für das Tonnengewölbe im Hausflur und den nach der Hofseite angegliederten hohen Treppenturm mit Haube und Laterne. Das zwölf Fenster breite Hinterhaus an der Klostergasse war „von neuerer Bauart“.
Nach einem Stadtführer von 1860 wurde in den Anfängen des Theaterspiels in Leipzig ein Saal in Stieglitzens Hof genutzt. Beträchtliche Erträge brachten die Vermietungen zu Messezeiten, und nach der Völkerschlacht logierten der preußische König Friedrich Wilhelm III. und Schwedens Kronprinz Karl Johann mehrere Tage in Stieglitzens Hof.

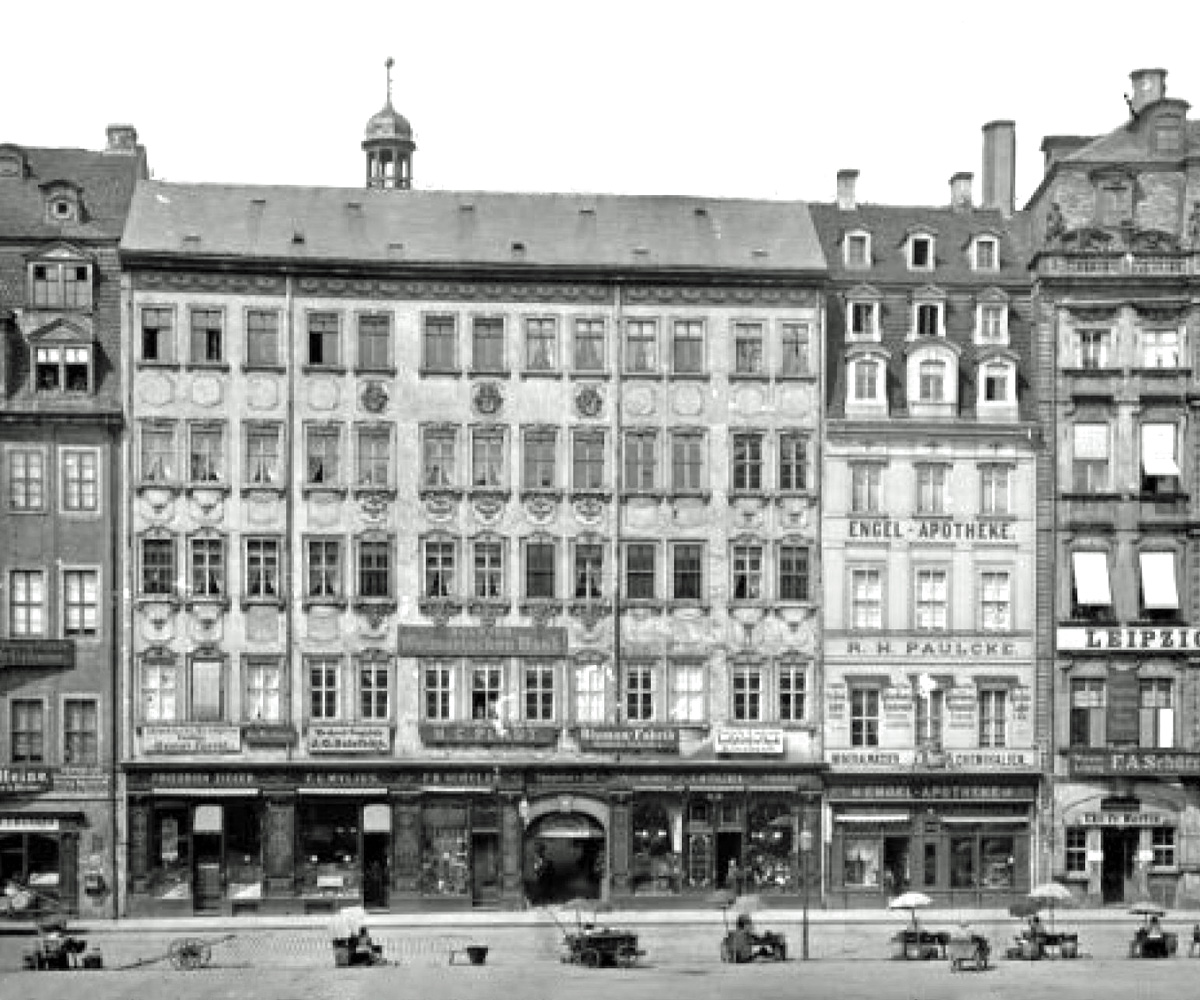
Stieglitzens Hof um 1890
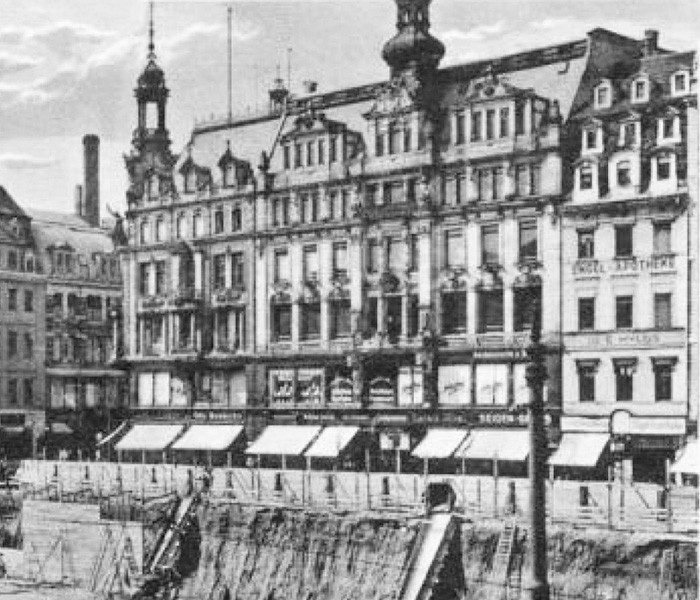
Stieglitzens Hof 1924 mit der Bau- grube zum Untergrundmessehaus
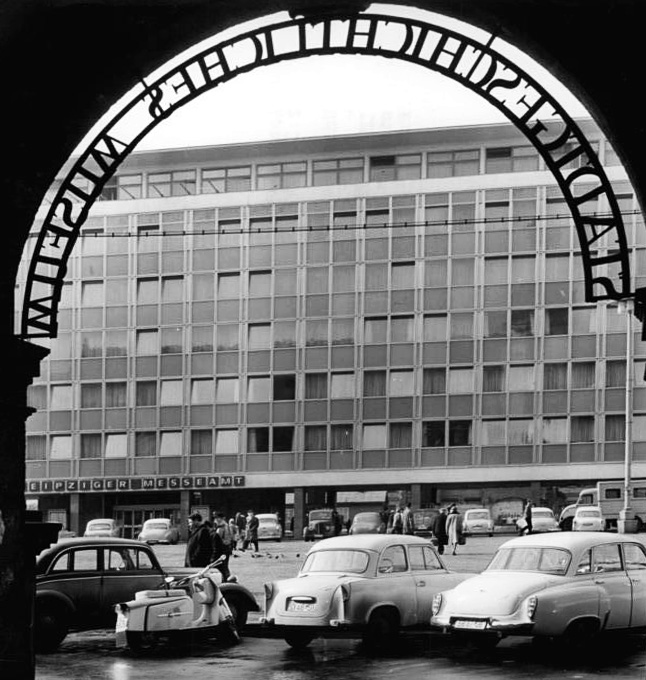
Leipziger Messeamt 1965
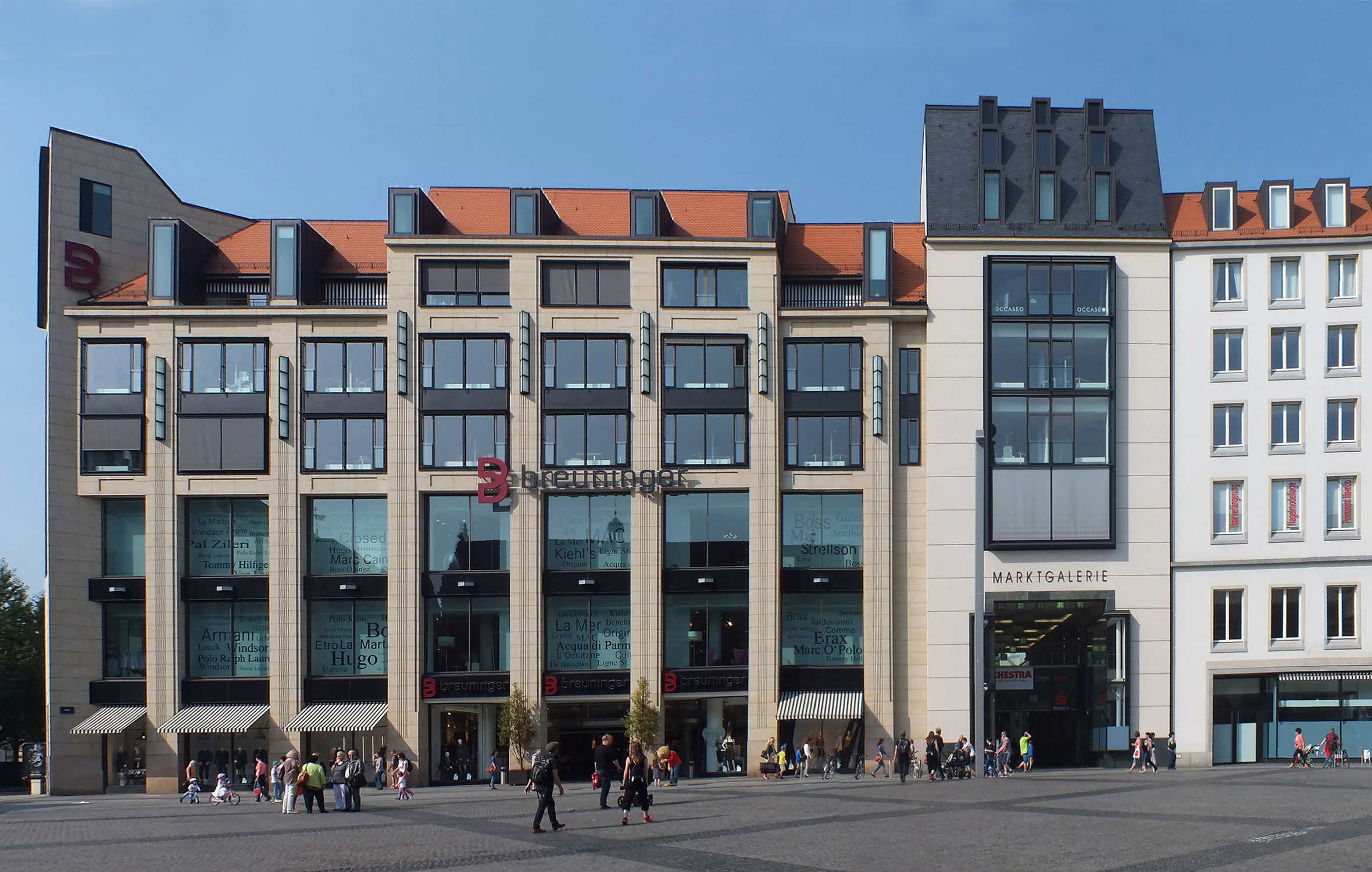
Die Marktgalerie 2014

1894 wurde der historische Bau am Markt abgerissen und durch den Leipziger Architekten Ottomar Jummel ein fünfstöckiger Bau im Stil des Historismus errichtet, gleichzeitig mit dem benachbarten Bismarckhaus, und diesem angepasst. Das Dach trug drei breite verzierte Giebelgauben, von denen die mittlere einen Turmaufbau mit offener Laterne aufwies.
Stieglitzens Hof wurde beim Bombenangriff vom 4. Dezember 1943 zerstört. Der Platz blieb jahrelang unbebaut, bis in den Jahren 1963 bis 1965 auf ihm und den Nachbargrundstücken ein siebenstöckiges Mehrzweckgebäude errichtet wurde, in das unter anderem das Leipziger Messeamt einzog.
Im Sommer 2001 wurde das Messeamtsgebäude abgerissen und an seiner Stelle die Marktgalerie erbaut, ein Wohn- und Geschäftshaus mit unterschiedlichen Fassadenteilen zum Markt. Stieglitzens Hof entspricht in etwa das Stück um den Eingang zum Kaufhaus Breuninger und den Passageneingang.